# ボザール様式
ボザール様式とは、建築様式のひとつで、フランス・パリにあるフランス国立美術学校エコール・デ・ボザールで建築を学んだアメリカ合衆国人卒業生がみずからの成果を本国において披露した際に用いた、建築のヨーロッパ古典様式をさす。この様式で建てられた建築の分類をアメリカンボザール、さらにアメリカンルネッサンスと呼ぶこともある。

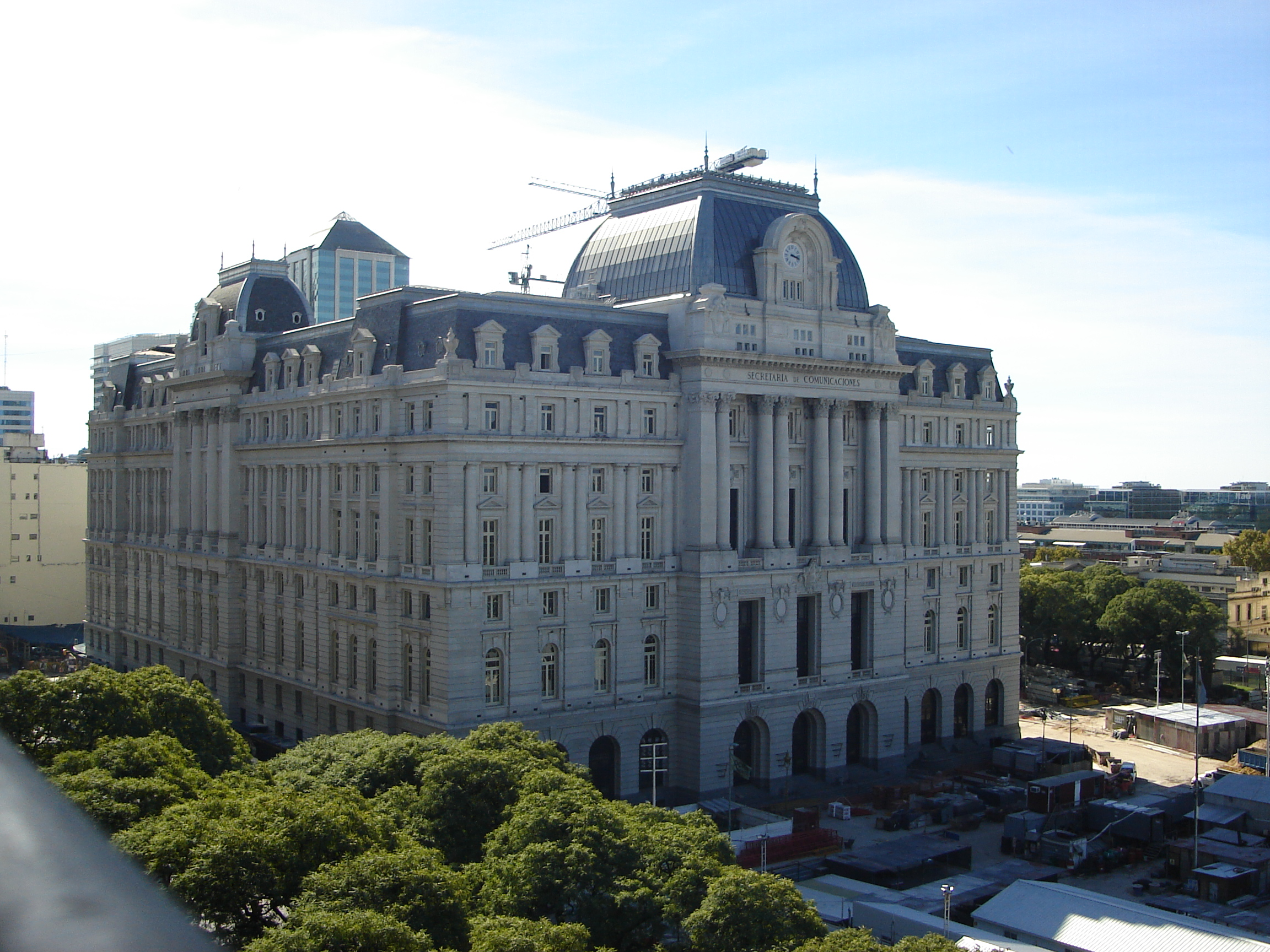
アルゼンチンの文化センター

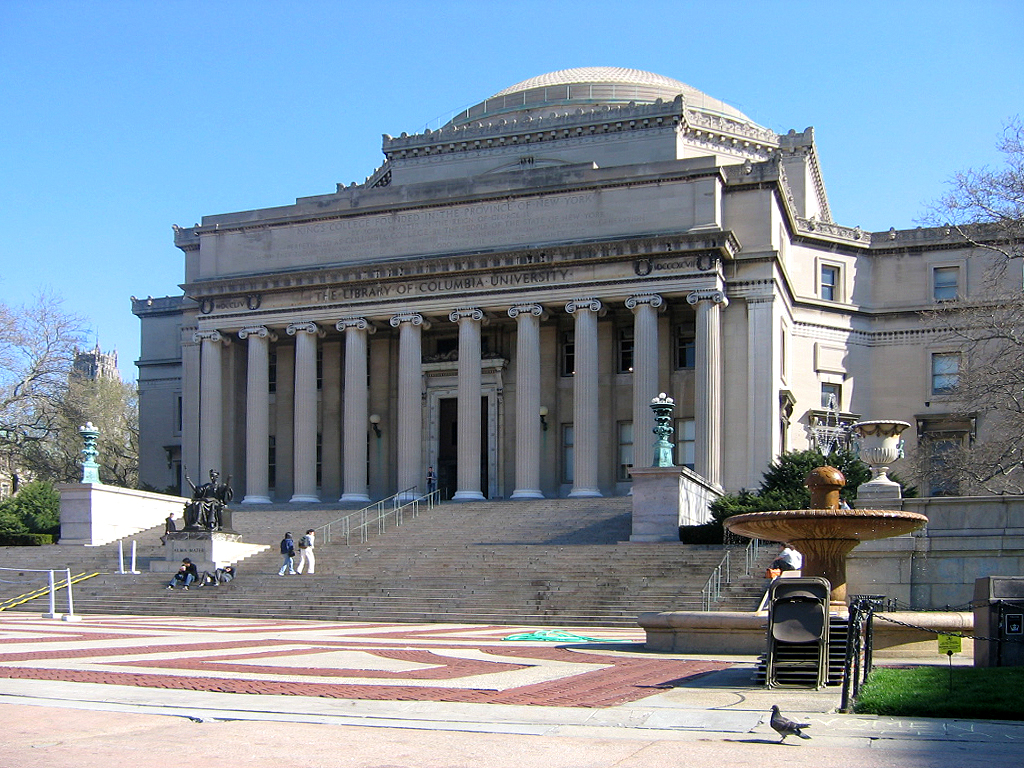
コロンビア大学ロウ記念図書館

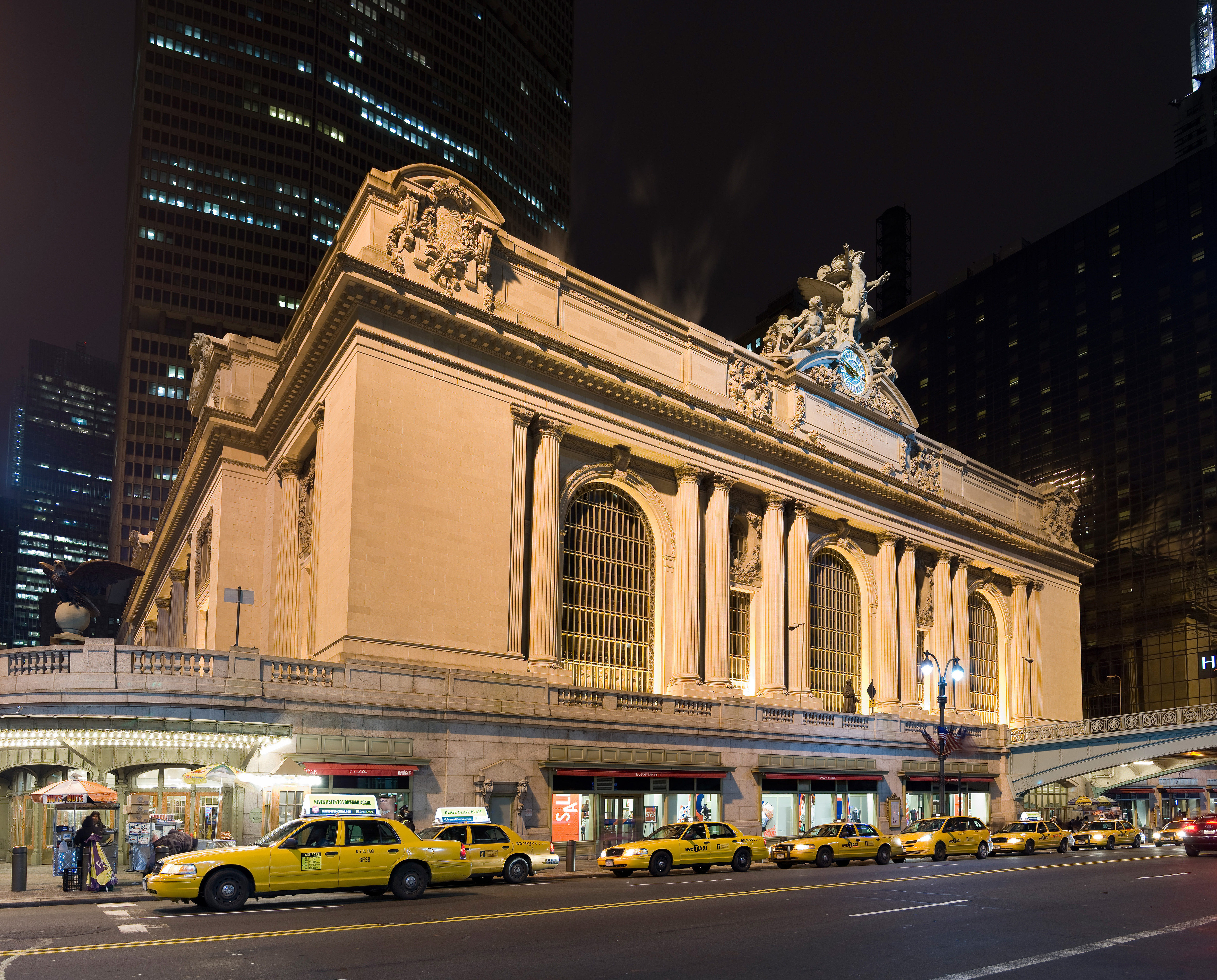
グランド・セントラル駅

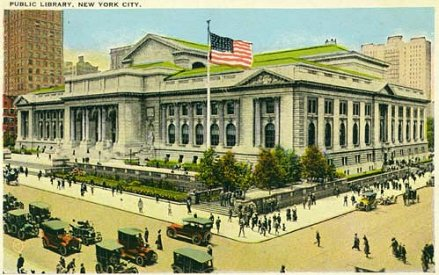
ニューヨーク公共図書館

マンサード屋根、ペディメント、スワンネック、パラディズム、オーダーに列柱などのこうした古典様式は、欧米双方で19世紀末にイギリス由来のヴィクトリア朝系の様式にとってかわって主流にたってから以後は、世界恐慌のころまで持続する。特にアメリカ建築の歴史に多大な影響を与えた。代表的な建築家としてあげられるのは、チャールズ・Ｆ・マッキム、ウィリアム・Ｒ・ミード、スタンフォード・ホワイトなどで、彼らは共同で建築設計事務所のマッキム、ミードアンドホワイトを主宰している。この建築設計事務所は当時世界最大級の規模であり、活動範囲はニューヨークを中心に東部地区一帯をカバーしている。本家ボザール風のフランス古典主義的な建築様式を参考にして設計活動を展開した。
ただし、手がけられた作品は、基本的に手本となる本家ヨーロッパの建築作品と比べ一回り、ときには二回りも建築サイズが大きく、プロポーションや様式のアカデミックな正確性などが配慮されずに建築の装飾が用いられ、彫が深く大味な印象を与えている。1888年から1895年にかけて建てられた、ボストン公立図書館、コロンビア大学図書館、ヴァージニア大学図書館を手本にしたとされるニューヨーク公共図書館（いずれもマッキム、ミードアンドホワイト）、1897年から1911年にかけて建てられたアメリカ自然史博物館（カレル・アンド・ヘイスティングズ）などがよく知られる。
日本でも、横河民輔の初代三井本館（1929年）や旧帝国劇場、旧株式取引所、三越百貨店本店、野口孫市の大阪図書館、トロッブリッジ・アンド・リヴィングストンの2代目三井本館、岡田信一郎の明治生命館（1934年）、村野藤吾の師渡辺節の日本勧業銀行、日本興業銀行、日本商船神戸支店、大阪ビルチング、綿業会館、渡辺仁の服部時計店などの西洋風建築にその影響が見られる。日本の作品は、窓周りやアーチの取り合いなど細部意匠がアメリカのそれに比べて緻密に抑えられている。

## ランドスケープデザイン
ランドスケープアーキテクチュアの場合、デザインの理論書籍としてヘンリー・ハバードとテオドラ・キンブルによる「ランドスケープデザインの研究序論」 An Introduction to the Study of the Landscape design があり、これをガレット・エクボらが、しばしば「ボザールアプローチ」と呼んでいて、ボザール様式で構成された建築に対して適用されうる庭園形式の手引書となっている。この手引書で示された方法論は、住宅敷地に適用されるボザール的、ランドスケープデザインの典型的表現として、1940年代までアメリカ合衆国での専門学位を与える教育プログラムの中に君臨、往時のローマ賞応募者の作品集にも実務オフィスのパンフレットにもこのスタイルが溢れかえり、ニューポートにもビバリーヒルズにも、高価な庭園が華麗な邸宅とともに並んだ。当時の作品で現在までもっともよく保存されているものは、首都ワシントンD.C.のダンバートン・オークスにある、ベアトリクス・ファーランドによる作品、アーンテラスがある。
この書ではランドスケープアーキテクチェアは「美術」であって、もっとも重要な目標は、計画にあたって機能や経済性も考慮しつつ「見る人の心を楽しませる効果」をつくり出すこと、究極の目的は施主から快い反応を引き出すことであり、施主自身の嗜好性に要心深く配慮されなければならないとしていた。美的快楽を得る能力は「人間精神の中に生まれる」もの、いいかえれば生来のものであり、デザイン作品の名作を研究することによって、後天的に洗練してゆくことができるもの、芸術作品としての住宅配置計画の最終的成否は、人から快楽の感覚すなわち「ランドスケープ効果」を引き出せるか否かで判断されることとし、それは芸術作品であれ自然風景であれ、それを経験することから引き起こされるものであり、哀愁や歓喜などの「雰囲気」も含まれ、スケープ効果をよく理解することが重要と説いていた。
書に描かれた典型的な住宅配置平面図でみれば、主たる軸構成とそれに直交する副軸線で建築の内外をつなげ、軸をもとにヴィスタ景のような焦点をあたえ、景観を枠どるように敷地を囲い込む。そして、平面は視線の軸にとって規定された空間の階層からなり、こうして住宅と敷地が一体となってデザインされる、といった内容である。これは対象の秩序だった配置の知覚を含み、また過去の経験から相似したイメージを引き出させ、しばらく観察していればそれが対称形であること、そのコーナーを示すものが優美な彫刻であることなど、たとえば、庭園の擁壁に施された細やかな石細工、あるいは効率的につくられた控え壁などの要素、そして訪れたことのある名園や感動した景、場所によく似た庭園があったことを思い出させたり、甘美な幻想に浸るという知覚の快楽が連想に帰属し、最後に我々は認識の快楽に到達する、といった本質的に対象の特性や性質に関する意識理論的な考察を提示していた。
ボザール的個人邸の敷地計画に対するハバードとキンブルの典型的な要素は、邸宅、玄関、エントリーコート、管理棟、庭、テラス、進入路、管理用道路、開けた空間、木立の点在する芝生、添景としてのあずま屋などで、それらは強い軸線や弱い軸線に結びつけられて一連の構成をなすように配置されている。整形庭園は慎重に囲まれることで特別な単位を形成し、明らかに人間の技を示す作品として位置づけられる。たとえば、庭園東側から邸宅入り口に登る階段から、単位のひとつを目にすることができ、軸は周囲の木立がつくる暗い背景にして注意深くおかれたパビリオンを焦点とし、庭園自体は3つの軸で構成される、中心軸は邸宅西側の居間のドアを抜けてゆく軸であり、邸宅と庭園をひとつの単位とする。また、庭園の園路がもう2つの軸を決定する、などである。
ハバードとキンブルによれば、庭園は3つの要素（地表面、囲い壁、種々のオブジェ〈あずま屋や装飾品など〉）の構成としてデザインされるべきものであり、加えて、豊かなアンサンブルと異なった雰囲気をつくり出す、非常に高度に統制された対位法、地を掃いたように広がる芝生、整形庭園の単純明快な幾何学、円形のテンプルを囲い込む落ち着いたボスクなど、もうひとつの基本原理も描かれている。これらの眺望はその単一性と雰囲気を乱すような管理施設をいっさい見せないよう注意が払われており、進入路も管理動線も横断させていない。
また、こうしたガイドラインが、海辺の敷地から複雑な地形の田園地帯など、多様な敷地条件に応用可能かを示してあり、海辺の敷地計画では主要な眺望をめぐる4つの軸が構成され、キッチンは、ダイニングルームに北の眺望を引き入れるように斜めに持ち出され、進入路と管理動線は慎重に分離されるなど、ハバード＆キンブルの住宅敷地に関する諸原が示されている。山奥の敷地計画では、広大な雛壇状の整地を必要としながらも、同じ原理がうまい具合に示されている。
また、この書によれば、快楽の重複的経験における重要な要素は、デザインの「一体性」、組織体がもつ「一体性」の認識、自己充足しよく秩序立てられた視覚的構成や軸ないしは直線によってつなぎ合わされた敷地デザインのみが達成できるものとし、この構成をなす複数の要素（形状、色彩、展開、均衡、反復といったデザイン原理）に従って構造が与えられ、こうした一体化の中でも特定の性格が「様式」として知られる表現形態を形成させている。様式はそのほとんどを「理想」――プロトタイプとしての事例、あるいは秀でた一体性を証明する対象物一群の「合成写真」に負っていて、ひとりのデザイナーとしてプロジェクトに何か問うとき、最初に発する問いは「私の理想とは何か？」、どのプロトタイプのイメージを用いればよいか、であったのであるが、示された庭園などは、その理想形のほとんどを17-18世紀のヨーロッパ庭園に求めている。これこそ、歴史的先例を現代に適合させる方法に完全に依存しているデザインアプローチの典型な事例である。
また、ランドスケープアーキテクチュアの歴史は、「人工的なもの」ないしは「整形式」と、「自然的なもの」ないしは「非整形式」という主に2つの様式に抽象化することができると主張し、整形様式は人間の自然界に対する制御を表現し、多くの場合空間の軸構成を用いることによって、慎重に順序立てられた幾何学形態が関係性の調声を奏で、非整形様式は自然の秩序の発見とそれに対する人間の理解、そこから引き出される快楽を表現しているとした。自然界の複雑な形態を採用し、伝統的整形様式の純粋なユークリッド幾何学と空間の軸構成は嫌い、この2つの様式相方をうまく使い分けるべきで、時にはひとつのデザインの中で結合させなければならないと議論を進めていた。整形様式がテラス、ガーデン、エントリーコートを邸宅平面と一体化している一方、敷地周辺は18世紀のイギリスのパークを思わせる非整形な形に扱われて、この2つを仲介するものが芝生の広がりである、といった具合である。非整形様式のほうを「より高尚な芸術」人間生活を秩序立った自然界の過程に近いイメージにもちこんで豊かにしてくれるさり気なさ、として暗示しているように思わせているが、学生が「整形式」デザインと「非整形式」デザインのどちらかを選ぶようにいわれたり、ヴィスタにあわせて作品を構成するように指導されることが、今でもしばしば設計演習の中で繰り返されている。
こうしてハバードとキンブルは、自らの美学の基本的教義を明らかにした上で、さまざまな工法と素材の用い方とその計画の仕方について、設計者に指標を与える一連のデザイン原理の概要を述べ、さらに進んで多種にわたるプロジェクト、庭園、住宅、住区、自然保全区など――の設計に関する事細かなガイドラインをゆるぎのない信念のもとに提示した。我々はここでの分析を住宅レベルの庭に限定しているが、こうしたガイドラインをつくり出す彼らの美学的見地が、他のプロジェクトタイプまですべてを含んでいる。公園の設計であれ、住居地域の設計であれ、プロジェクトは調整された景観によって構造化され、整形様式と非整形様式のどちらか、あるいはその2つの混成によって形づくられなければならないとしていた。
ボザールの伝統は、包括的で明確なデザイン原理が特徴で美とは何であるか、いかにしたら特定の「ランドスケープ効果」がデザインできるかを教え、きらりと光るオリジナリティーよりは、明快な分析思考と実績のある方式の注意深い応用に重きをおき、中庸な才能のデザイナーからも堅実な作品を引き出させてきたとみられるが、これも20世紀はじめにハーバードの建築スクールで近代建築教育が開始されてからは、ランドスケープクラスにもそのデザイン思想が波及、学生であったガレット・エクボらは、ボザール理論には非のうちどころがないことを承知していたが、この伝統様式よりも建築の近代運動の方に共鳴していく。